# NGC 3745
NGC 3745 é uma galáxia elíptica (E-S0) localizada na direcção da constelação de Leo. Possui uma declinação de +22° 01' 16" e uma ascensão recta de 11 horas, 37 minutos e 44,5 segundos.
A galáxia NGC 3745 foi descoberta em 5 de Abril de 1874 por Ralph Copeland.